# Ophiuche philomedia
Ophiuche philomedia är en fjärilsart som beskrevs av Druce 1898. Ophiuche philomedia ingår i släktet Ophiuche och familjen nattflyn. Inga underarter finns listade i Catalogue of Life.